# Uxbridge (tunnelbanestation)

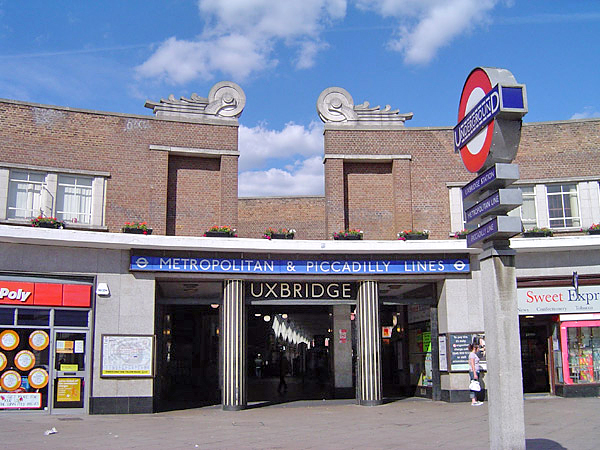
Entre till stationen.

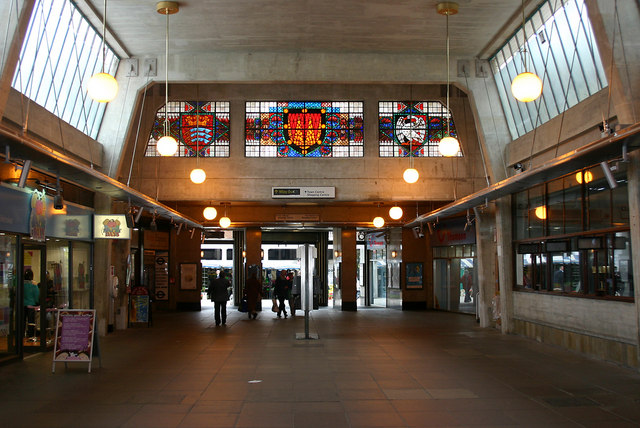
Uxbridge tunnelbanestation 2011.

Uxbridge är en tunnelbanestation i Londons tunnelbanenät. Stationen ligger i London Borough of Hillingdon i nordvästra London. 

## Historik
Den 4 juli 1904 öppnade Harrow och Uxbridge Railway (som senare gick ihop till Metropolitan Railway) en station i Uxbridge. Stationen låg då i närheten av det ställe som dagens station ligger på, men inte på exakt samma ställe. 

## Design
Stationen designades av Charles Holden och L H Bucknell och har en röd tegelfasad med skulpturer av Joseph Armitage över entrén. 
Över utgången, stationen har en glasmålning av Ervin Bossányi, en ungersk arkitekt, av tre heraldiska vapen. Vapnet i mitt är nog ett släktvapen, det av Bassett, en framstående lokal familj. De två andra vapen är Middlesex' och Buckinghamshires.